# Потрага (филм из 1996)
Потрага (енгл. The Quest) је амерички пустоловни акциони филм у режији Жан-Клод ван Дама из 1996. године, по сценарију Стивена Клајна и Пола Моунса.
Смештен у 1925. годину, прича се врти око турнира борилачких вештина у мистериозном „Заборављеном граду” који се налази дубоко у Тибету, где се борилачки зналци из целог света боре да освоје победничку награду, „Златног змаја” прављеног од чистог злата. 

## Радња
Старији посетилац кафића сам се обрачунава са бандом хулигана. Шокирани власник пита како му је то успело. Сећања враћају старца у 1925. годину.
Шеф Тибетанског изгубљеног града шаље позиве за учешће на турниру „Ган-генг” најјачим борцима из различитих земаља. Монаси су убацили огромног Златног змаја - награду победнику.
Кристофер Дубоа (Жан-Клод Ван Дам) је шеф банде сиромашних тинејџера. Он успева да украде новац од гангстера, али они нападају њихову базу, након чега полиција почиње да гони Дубоа. Крије се у луци и пада у складиште брода, који неочекивано испловљава. Тим открива „слепог путника” и претвара га у роба. Убрзо одлучују да га се потпуно отарасе, али на њихов брод се укрцава брод Енглеза Едгара Добса. У борби, Добс и Дубоа међусобно спасавају животе. Незгодни Добс обећава Дубои да ће га вратити кући, али га уместо тога продаје у ропство на острву у близини Сијама које контролишу стари учитељ тајландских борилачких вештина и његови следбеници.
Дубоа ради ружан посао, али једног дана се залаже за једног од ученика, побеђује све преступнике и привлачи пажњу учитеља. Шест месеци касније, Добс и његов пратилац Хери Смит упознају новинарку Кери Њутн. Да би се показао пред девојком, Добс је води на Маи Таи меч, где упознају Дубоу. Добс купује Дубои да би га искористио на турниру „Ганг Генг”. Они се обавезују да ће пратити америчког боксера Макси Девајна, који је позван на турнир. На путу упознају старог учитеља са учеником који оптужује Дубоа за издају и моћног монголског борца који у свађи побеђује Дивајна. Американац разоткрива Добсов план и изазива Дубоа на борбу, а пошто је поражен, даје пролаз Дубоа, сматрајући га достојнијим да представља своју домовину. Борци стижу у „Изгубљени град”, судија се слаже са заменом, али изјављује да ако је Дубоа недостојан, онда ће Дивајн заувек остати у „Изгубљеном граду”.
Почињу борбе. Шпанац побеђује Руса; јапански сумо рвач побеђује борца са Окинаве; бразилски капуериста побеђује француског савате борца; кинески играч кунг фуа користећи „змијски стил” побеђује Корејца; Сијамци побеђују Африканца; Турчин има посла са Шкотом; Дубоа побеђује Немца; Монгол побеђује Грке. У наредном колу Дубоа побеђује Шпанца; Турчин је буквално разбијен о масивно тело сумо рвача; Кинези, користећи „мајмунски стил”, побеђују Бразилца; Монгол ломи кичму Сијамцу (ученику бившег Дубоиног учитеља). У полуфиналу, Монгол зауставља моћног сумо рвача; Дубоа болним држањем обара Кинезе, али борбу прекида аларм: Добс, отевши немачки ваздушни брод, покушава да украде Златног змаја. Монаси који су дотрчали на узбуну пробијају дирижабл стрелама. Добс је осуђен на смрт. Он прича Дубоа своју биографију. Дубоа тражи од судија да пусте Добса ако победи, а они ће заузврат задржати награду. Дубоа једва побеђује Монгола, монаси му дају медаљон у облику златног змаја. Херој се враћа у своју домовину и помаже момцима из своје банде.